# Музей по история на религията (Русия)
Музеят по история на религията в Русия се намира в Санкт Петербург. Той е единственият в Русия и един от малкото музеи в света, чиито експозиции представят историята за появата и развитието на религията. Колекцията на музея има повече от 180 000 експоната.
В музея има експонати от следните религии:
- Източноправославие
- Католицизъм
- Протестантство
- Ислям
- Други: будизъм, индуизъм, конфуцианство, даоизъм, шинтоизъм

## История
Музеят е основан през 7 септември 1930 г. въз основа на решение на Секретариата на Централния комитет на КПСС. Експозицията на музея се е била антирелигиозна, открита през 1930 г. в залите на Зимният дворец в Ленинград. Официалното откриване на музея в Казанската катедрала се е състоял на 15 ноември 1932 г. Сградата е идентифициран обект на културно наследство на Руската федерация.